# ハナマル調査団
『ハナマル調査団』（ハナマルちょうさだん）は、1995年10月24日から1999年3月16日まであいテレビ（当時の社名：伊予テレビ）で火曜20時台に放送されていた情報バラエティ番組である。同タイトルでの放送は全150回。
その後、1999年春の改編でJNN系列各局のローカル枠が木曜19時台へ移されたのを機に、本番組も同時間帯へ移動。それに伴い、番組タイトルも『ハナマルセブン』に改められた。「毎週地元めぐり」「毎週グルメ情報」「毎週らくおばちゃん登場」をコンセプトにしたこの改題リニューアル版は、1999年4月8日から2002年3月14日まで放送されていた。全135回。
この『ハナマルセブン』も終了した後、あいテレビでは2015年7月6日に『よるマチ!』がスタートするまでの間、13年以上にわたってゴールデンタイムでの自社製作番組の放送が途絶えていた。

## 出演者
肩書は番組放送当時のものを記載。

### ハナマル調査団
- 菅原愛一郎（ITVアナウンサー）
- 平繁かなえ（ITVアナウンサー）
- らくさぶろう（噺家、タレント）

### ハナマルセブン
- らくさぶろう（噺家、タレント）
- 平繁かなえ（ITVアナウンサー）
- 横川昌美（ITVアナウンサー）
- 鴻上幸知